# マジェスティック (客船)
| マジェスティック |                         |
| 船歴             |                         |
| 進水             | 1889年6月29日           |
| 就航             | 1890年4月2日            |
| その後           | 1914年にスクラップ      |
| 姉妹船           | テュートニック          |
| 性能諸元         |                         |
| 総トン数         | 9,965トン               |
| 全長             | 582フィート（177.8m）   |
| 全幅             | 57.7フィート（17.6m）   |
| 機関             | 蒸気機関、スクリュー2軸 |
| 速力             | 20ノット                |
| 乗客定員         | 1,490名                 |

マジェスティック（SS Majestic）は、1890年に建造された、ホワイト・スター・ライン所有の客船である。

## 概要
マジェスティックはハーランド・アンド・ウルフによって建造され、1889年6月29日に進水した。その後9ヶ月間に渡って艤装工事が行われ、1890年3月にホワイト・スター・ラインに引き渡された。姉妹船にテュートニックが存在する。
1890年4月2日、マジェスティックは処女航海を行い、リヴァプール - ニューヨーク間を6日10時間で航海した。ブルーリボン賞を奪えるほど十分な記録ではなかったものの、1891年7月30日～8月5日に行った航海では、速力20.1ノットを記録し、西回り航路でブルーリボン賞を受賞した。しかしわずか2週間後に姉妹船テュートニックが8月19日に速力20.35ノットを記録し、ブルーリボン賞を奪われた（その後再びシティ・オブ・パリがブルーリボン賞を受賞した）。

## ボーア戦争
1895年、マジェスティックの船長が交代し、エドワード・スミス船長が新たに指揮をとった（スミス船長は後にタイタニックの船長も務めている。尚、マジェスティックの船長は9年間務めた）。1899年にボーア戦争が勃発すると、マジェスティックは軍隊に徴用され、ケープ植民地付近で軍事輸送船として1899年12月と1900年2月の2回使用されたが、特に問題はなかった。

## その後
1902年～1903年にかけて、マジェスティックは再び船長が交代し、改装工事で新しいボイラーがつけられた。その後はリヴァプール - ニューヨーク間の定期船として再び復帰した（スミス船長は客船バルチックの船長を任せられた。）。1905年、マジェスティックの燃料庫で火災が発生したが、損傷はそれほど深刻ではなかった。1907年、ホワイト・スター・ラインの主要港がリヴァプールからサウサンプトンに移動し、同年6月26日、マジェスティックは初めてサウサンプトン港の設備を使用した船舶となった。
1911年、客船オリンピックが就航すると、老朽化したマジェスティックは定期航路からはずされ、バーケンヘッドのドックに係留されていた。1912年4月、タイタニックの沈没により、マジェスティックは補助として一時的に定期航路に戻された。
1913年10月17日、マジェスティックは遭難したフランスのスクーナー「ガロン」（Garonne）の救助に使われ、1914年1月14日、最後の航海をした。その後スクラップにされたが、内装の一部が取り外され、事務所として現在も使われている。